# تكامل مباشر لكمرة
التكامل المباشر هي طريقة من طرق التحليل الإنشائي لقياس قوة القص الداخلية، العزوم الداخلي، دوران، وإنحناء الكمرة.
عند تطبيق وزن {\displaystyle w(x)}، يتم حساب القص الداخلي عن طريق تكامل:
{\displaystyle V(x)=-\int w(x)\,dx}
العزم الداخلي M(x) هو تكامل القص الداخلي:
{\displaystyle -\int [\int w(x)\ \,dx]dx}={\displaystyle M(x)=\int V(x)\,dx}
زاوية دوران من الأفقي،{\displaystyle \theta }، هو تكامل العزم الداخلي مقسوم علي محصلة ضرب معامل يونغ مع عزم القصور الذاتي:
{\displaystyle \theta (x)={\frac {1}{EI}}\int M(x)\,dx}
و تكامل {\displaystyle \theta } يعطي الإزاحة السفلية {\displaystyle \nu }:
{\displaystyle \nu (x)=\int \theta (x)dx}

## تكامل
عند تطبيق تكامل لكل معادلة، يجب حساب ثابت التكامل. هذة الثوابت تُحسب باستخدام قوي عند الركائز، أو عند نقاط الحرة. للقص والعزم الداخلي، هذة ثوابت يتم حسابها من من تحليل مخطط الجسم الحر لكمرة.
لدوران والإزاحة تأتي قيمة الثوابت من استخدام حالات الركائز. لكمرة كابولي، الركيزة الثابتة لا تدور ولا تتحرك. لكمرة مثبة علي مفصلة وبكرة، هاتان الركيزاتان ليس لهما إزاحة.

## حسابات
كمرة بسيطة عليها حمل 10 kN علي متر مسطح، وطولها 15 متر، نتيجة التماثل كل ركيزة تحمل نصف الحمل علي الكمرة 75 kN.
{\displaystyle \mathbf {w} (x)=10(kN/m)}
{\displaystyle \mathbf {V} (x)=-\int w(x)dx=-10x+C_{1}(kN)}
حيث {\displaystyle C_{1}} تمثل الأحمال علي الكمرة.
{\displaystyle \mathbf {V} (x)=-10x+75(kN)}
تكامل القص:
{\displaystyle \mathbf {M} (x)=\int V(x)=-5x^{2}+75x(kN\cdot m)}
{\displaystyle C_{2}=0} لأن لا يوجد عزم علي الكمرة.
بفرض EI يساوي 1 kN{\displaystyle \cdot }m{\displaystyle \cdot }m،
{\displaystyle \mathbf {\theta } (x)=\int {\frac {M(x)}{EI}}=-{\frac {5}{3}}x^{3}+{\frac {75}{2}}x^{2}+C_{3}({\frac {m}{m}})}
{\displaystyle \mathbf {\nu } (x)=\int \theta (x)=-{\frac {5}{12}}x^{4}+{\frac {75}{6}}x^{3}+C_{3}x+C_{4}(m)}
عند x = 0 and x = 15m = 0، وبالتالي {\displaystyle C_{3}} يساوي -1406.25، {\displaystyle C_{4}} ساوي صفر.
{\displaystyle \mathbf {\theta } (x)=\int {\frac {M(x)}{EI}}=-{\frac {5}{3}}x^{3}+{\frac {75}{2}}x^{2}-1406.25({\frac {m}{m}})}
{\displaystyle \mathbf {\nu } (x)=\int \theta (x)=-{\frac {5}{12}}x^{4}+{\frac {75}{6}}x^{3}-1406.25x(m)}

## انظر ايضاً
- انحناء (ميكانيكا).
- معادلة شعاع أويلر-بيرنولي.